# Romentino
Romentino (piemontesisch und lombardisch 'Rmantin) ist eine Gemeinde mit 5616 Einwohnern (Stand 31. Dezember 2023) in der italienischen Provinz Novara (NO), Region Piemont.
Die Nachbargemeinden sind Bernate Ticino, Galliate, Novara und Trecate.
Das Gemeindegebiet umfasst eine Fläche von 17 km².